# Laswari
Laswari és un poble del districte d'Alwar al Rajasthan, abans Rajputana, a 27° 33′ N, 76° 56′ E / 27.550°N,76.933°E a la riba esquerra del riu Ruparel a uns 30 km d'Alwar (ciutat).
És famosa per la batalla de Laswari que es va lliurar prop del poble l'1 de novembre de 1803 durant la Segona Guerra Anglo-Maratha.